# Cap Celebàntic
El cap Celebàntic és el cap de la costa septentrional de Catalunya, no lluny de la ciutat de Gypsela, que cita Ruf Fest Aviè en el seu poema Ora marítima, on descriu el litoral hispànic basant-se en fonts més antigues. Alguns investigadors l'ha volgut identificar amb el cap de Begur o amb el cap de Sant Sebastià i, per tant, s'identificaria Llafranc amb la ciutat de Gypsela. D'aquí procedeix el nom donat a la principal plaça de Llafranc.